# Рахимова, Севинч Хамроевна
Севинч Хамроевна Рахимова (узб. Sevinch Rahimova; 22 января 1999 года, Ургенч, Хорезмская область, Узбекистан) — узбекская каратистка, в весовой категории до 55 кг, член сборной Узбекистана. В 2019 году на Чемпионате Азии по карате завоевала серебряную медаль, а на Играх исламской солидарности бронзовую медаль. Чемпионка Летних Азиатских игр.

## Биография
В детстве Севинч начала заниматься спортивной гимнастикой, а с 2013 года перешла на карате под руководством тренера Сулаймона Юсупова.
В 2019 году в Ташкенте на Чемпионате Азии по карате завоевала серебряную медаль среди женщин в весовой категории до 55 кг.
В 2021 году Севинч Рахимова принимала участие в олимпийском квалификационном турнире в Париже (Франция), чтобы пройти квалификацию на летние Олимпийские игры в Токио (Япония). Однако в 1/64 финала проиграла спортсменке из России Наиле Гатауллиной. В этом же году принимала участие на Чемпионате мира по карате в Дубае (ОАЭ), но в поединке за бронзовую медаль в весовой категории до 55 кг потерпела поражение от российской спортсменки Анны Чернышевой. На Чемпионате Азии по карате также проиграла в поединке за бронзовую медаль.
В 2022 году в Конья (Турция) на Играх исламской солидарности Севинч Рахимова завоевала бронзовую медаль среди женщин в весовой категории до 55 кг, одолев в поединке спортсменку из Индонезии.
В августе 2023 года на II Играх стран СНГ в Минске (Белоруссия) в весовой категории до 55 кг завоевала золотую медаль. В октябре этого же года на Летних Азиатских играх в Ханчжоу (Китай) в соревнованиях по кумите в весовой категории до 55 кг в финале одолела спортсменку из Китайского Тайбэя Суи-Пинг Ку и таким образом завоевала золотую медаль Азиады.